# RPG-40反坦克手榴彈
RPG-40反坦克手榴彈（俄语：ручная противотанковая граната образца 1940 года, РПГ-40）是蘇聯於1940年開發的一款反坦克手榴彈。

## 概述
RPG-40的反坦克能力來自於填充於其中的760公克炸藥在被點燃時產生的爆炸效果，這種效果可以穿透大約20毫米厚的裝甲，並可能造成在接觸厚重裝甲時造成裝甲剝落。RPG-40在對付德軍早期型號的戰車時相當有效，但對後期如四號戰車及五號戰車「豹式」等較為先進的德軍戰車時效果卻不顯著。這導致1943年時，RPG-40備更為有效的RPG-43取代。